# 石毛鍈子
石毛 鍈子（いしげ えいこ、1938年8月12日 - ）は、日本の政治家、市民運動家、社会福祉学者。
民主党所属の元衆議院議員（4期）。元民主党副代表。『季刊福祉労働』編集長。NPO法人「市民福祉サポートセンター」代表、「市民がつくる政策調査会」代表理事。
政治活動においては石毛 えい子の表記を主に用いている。

## 来歴
千葉県銚子市生まれ。
千葉県立銚子高等学校、日本女子大学文学部卒業。
大学卒業後は社会福祉団体の代表や飯田女子短期大学教授を務めるかたわら、市民運動に取り組む。専門は社会福祉学。
1996年の第41回衆議院議員総選挙に旧民主党公認で比例東京ブロック単独2位で出馬し、初当選。1999年（平成11年）-7月、衆院本会議で国旗及び国歌に関する法律に反対票を投じた。
2000年の第42回衆議院議員総選挙以降は、民主党が比例代表単独での出馬を認めない方針を定めたため、自身が居住する東京23区から出馬し、第42・43回総選挙では自由民主党公認の伊藤公介に敗れたが比例復活により2度再選。
2005年の第44回衆議院議員総選挙では、選挙区で伊藤に敗れ比例復活も出来なかったため落選。党の規定により次期総選挙で公認されないことが決定したことを受け政治活動を休止（東京23区における後継候補は櫛渕万里）。
その後、民主党を支持する東京・生活者ネットワークの要請もあり、2009年の第45回衆議院議員総選挙では比例東京ブロック単独で出馬し、当選した。
2011年1月、党副代表に就任（〜同年8月）。
2011年5月13日、韓国市民団体から朝鮮王室儀軌の返還に尽力したことに対して表彰された。
同年5月、消費者問題に関する特別委員長を務めていた生方幸夫が、東日本大震災の自粛ムードの中での不適切な行動（フィリピンに渡航しゴルフ）の責任を取って辞任したのに伴い、石毛が委員長に就任。
同年9月、文部科学委員長を務めていた田中眞紀子の外務委員長就任に伴い、石毛が後任の文部科学委員長に就任。
2012年の第46回衆議院議員総選挙には出馬せず。
2013年12月18日から20日に戦後補償を考える議員連盟の11名で訪韓団（団長:江田五月）を実行した。
2014年の第47回衆議院議員総選挙には再び比例東京ブロック単独で出馬するが落選。

## 主張・政策
- 衆議院議員として、従来の専門分野である社会福祉の問題に加え、第二次世界大戦中の朝鮮半島における慰安婦問題の解決（日本政府による、慰安婦を名乗る女性たちへの全面的な公式謝罪の推進等）に取り組んだ。
- 選択的夫婦別姓制度の導入に賛成している。2000年には、石毛ら超党派女性国会議員50名が、夫婦別姓選択制を求めて当時の内閣総理大臣・森喜朗に申し入れを行った。申し入れでは、「とくに若い世代では、夫婦別姓選択制を望む声が高まっています。政府には、世論を喚起するなど、夫婦別姓選択制を導入するための努力を望む」としている[2]。この他たびたび、国会で同制度の導入の請願を法務委員会等で提出している。
- 2010年8月19日、日韓併合100年を契機に「植民地支配過程で被害にあった韓国人とその子孫たちに対して日本政府の十分な賠償を促す」ことを目的とした「韓日過去史の解決と未来に向けた平和議員会議」に民主党の斎藤勁衆議院議員・首藤信彦衆議院議員・土肥隆一衆議院議員・相原久美子参院議員・今野東参院議員・那谷屋正義参院議員、日本共産党の山下芳生参院議員、社民党の阿部知子衆議院議員、社民党党首の福島瑞穂参議院議員、無所属の糸数慶子参議院議員らと出席し、自民党の加藤紘一衆議院議員の代理人も参加し、韓国の国会議員らとともに日本による韓国併合の違法性、戦後補償と慰安婦問題、在日韓国人の地方参政権問題などの解決方法について議論した[3][4]。議論の結果について「日本の社会は長引く不況で、厳しい世論の論調があり、自虐主義だとか言って、日韓の今までの歴史を反省するということに反する動きが見過ごせないくらいの波になっている。韓国と日本が、共同して慰安婦問題の研究を重ねることには賛成だ。議論を深めることを政権に立つ立場として、積極的に展開していきたい。」と総括した[5]。
- 2010年9月29日、中国建国記念レセプションに出席した[6]。
- 2010年10月7日、衆議院第2議員会館で開催された「韓国・朝鮮の遺族とともに遺骨問題の解決へ全国連絡会（代表：上杉聰）」に藤谷光信・今野東・相原久美子・白眞勲・服部良一と共に参加し、「（日本国は朝鮮半島に対する植民地支配の）責任を認め、（問題解決の）早期実現に全力でとりくむ」ことを求める決議を採択する[7]。
- 2010年11月20日、在日本大韓民国民団は、高麗博物館や東京朝鮮人強制連行真相調査団、日本の戦争責任資料センターと、朝鮮王室儀軌のような図書に留まらずに、美術品や古墳からの出土品なども日本に返還をさせる方法について協議するため、石毛と日本共産党の笠井亮を招いてシンポジウムを開催した[8]。
- 2011年2月25日、衆議院第1議員会館で今野東・土肥隆一・阿部知子・笠井亮らと、韓国の国会人権フォーラム代表の黄祐呂らと協議会を開催。被害を受けたと主張する韓国人側に立ち日本政府に責任を問う訴訟を行ってきた弁護士の高木健一が主導したサハリン残留韓国人の補償と支援に向け、日韓の企業と政府が一定の基金を出し合い、財団を設立する案に合意した[9][10]。
- 2011年5月13日に 日韓図書協定のために努力した日韓の功労者として感謝の記念品を贈呈された[1]。
- 2013年12月18日から20日に戦後補償を考える議員連盟の11名で訪韓団（団長:江田五月）を実行した。神本美恵子参議院議員は「慰安婦問題は、過去ではなく、現在の問題と長官の認識に共感する。日本国内での紛争であり、性暴力の解決行動課題に慰安婦問題を含んでいうと努力している」ことを強調した[11][12][13]。

## 所属していた団体・議員連盟
- 人権政策推進議員連盟（呼びかけ人）
- インクルーシブ教育を推進する議員連盟（副会長）
- 焼き肉を考える議員連盟（副会長）
- リベラルの会